# Gimmick!
Gimmick! (ギミック!) ou Mr. Gimmick, est un jeu vidéo de plates-formes développé et édité par Sunsoft, sorti en 1992 sur NES et en 2002 sur PlayStation dans la compilation « Memorial Series Sunsoft Vol. 6 ».
Le jeu est sorti aussi en Europe en 1993 dans les pays Scandinaves en petites quantités.

## Système de jeu
Le personnage principal peut sauter et lancer des étoiles rebondissantes qui prennent une seconde à être générées.
Il est possible de chevaucher les étoiles lancées afin d'atteindre facilement des plate-formes.
Il y a aussi des potions qui permettent d'avoir des pouvoirs spéciaux.
Le jeu comporte 6 niveaux ou il faudra trouver un trésor caché pour pouvoir atteindre le 7ème niveau et aussi obtenir la bonne fin.

## Difficulté
Le jeu est très difficile en soi, il se peut que des boss ne soient pas faciles à battre.

## Remake
Une version remake nommé Gimmick! Exact Mix a été sortie pour les plateformes d'arcade exA-Arcadia le 31 Décembre 2020.

## Accueil
- Famitsu : 26/40[4]